# 藤原全子
藤原 全子（ふじわらの ぜんし/ またこ、康平3年（1060年） - 久安6年11月5日（1150年11月25日））は、右大臣藤原俊家（藤原頼宗の子）の娘。関白藤原師通の前妻。藤原忠実の母。兄に藤原宗俊、弟に藤原宗通がいる。一条殿といわれた。
承保3年（1076年）、当時正三位右近中将であった藤原師通と結婚する。師通の祖父・藤原頼通は頼宗の異母兄にあたるため、はとこ同士の婚姻となる。承暦2年（1078年）11月、橘俊綱邸にて師通にとっては長男の忠実を産むが、その後師通と離縁している。師通は藤原信長の養女（藤原信子、実は藤原経輔の娘）と結婚し、全子は寛治6年（1092年）から母親と一緒に一条殿に移り住んだ。全子はこの離婚を恨みに思い、亡父俊家の肖像画を描かせて、怨みに報いることを願った。すると夢に父俊家が現れ、必ず報いると告げた。そしてしばらくして師通は亡くなり（康和元年（1099年））、後妻の信子は零落した、という（『台記』久安元年12月24日条）。一方、全子は藤氏長者忠実の母として一族や公卿から尊重され、永久4年（1116年）からは前年に死去した師通母源麗子にかわり親族から正月の拝礼を受けている。天永3年（1112年）には摂政の母として従三位となり、さらに永久3年（1115年）には従一位に叙された。また、弟・宗通の娘宗子は、忠実の嫡男忠通の正妻になっている。久安6年（1150年）1月22日には准三宮となった。
久安6年（1150年）11月5日、91歳で薨去。